# Marie Armande Jeanne Gacon-Dufour
Marie Armande Jeanne Gacon-Dufour dama de Humières, y luego Dufour de Saint-Pathus (París, 1 de diciembre de 1753-1 de junio de 1835) fue una escritora, economista, y agrónoma francés, conocido sobre todo por sus trabajos en sericicultura.

## Biografía
Esta escritora tan fecunda como ecléctica es principalmente conocida por muchos trabajos, así como por las novelas que practica o sus polémicas. Al vivir principalmente en su tierra, su entorno rural le inspiraron muchos libros que describió con entusiasmo sus actividades diarias: confituras, maquillaje, jardinería, horticultura, conferencias. Mucho bien debió hacerle el aire campestre, porque muriño más que octogenaria.
Son féminisme engagé, joint à l’abondance de ses écrits, lui attira de nombreuses critiques d’écrivains ou de journalistes. L’un de ces derniers déclara même : Referencia vacía (ayuda).
Dès 1801, elle soutint, sur la question de l’instruction des femmes, une polémique contre Sylvain Maréchal, qui deviendra finalement, pour eux, l’occasion d’une étroite liaison. Sur les conseils de cet écrivain, elle composa alors une quinzaine de romans moraux qui eurent du succès, mais elle reste surtout connue pour ses nombreux ouvrages et mémoires d’économie politique, domestique et rurale.

## Algunas publicaciones
- Mémoire pour le sexe féminin contre le sexe masculin, 1787 Gallica bpt6k42651t.pdf

- L'Homme errant fixé par la raison, ou Lettres de Célidor et du marquis de Tobers, 1787, 2 v.

- Les Dangers de la coquetterie, 1788, 2 vol. Tomo 2 en línea

- Georgeana, ou la Vertu persécutée et triomphante, 1797, 2 v.

- La Femme grenadier, nouvelle historique, 1801

- Les Dangers d'un mariage forcé, 1801

- Contre le projet de loi de S***. M***, portant défense d’apprendre à lire aux femmes, par une femme qui ne se pique pas d’être femme de lettres, ouvrage contenant des réponses argumentées remettant le sieur Maréchal à sa juste place de sot, d’esprit dérangé et de bouffon réactionnaire, 1801 Gallica bpt6k426703.pdf

- Le Voyage de plusieurs émigrés, et leur retour en France, 1802, 2 v.

- Mélicerte et Zirphile, roman historique et moral, suivi des Sœurs rivales, 1802

- Recueil pratique d’économie rurale et domestique, Paris : F. Buisson, 1804, in-12, 243 p., et in-12, 299 p., et 1806, in-12, 300 p.

- De la Nécessité de l'instruction pour les femmes, 306 p. 1805

- Manuel de la Ménagère à la ville et à la campagne, et de la Femme de basse-cour ; ouvrage dans lequel on trouve aussi des remèdes nouveaux pour la guérison des bestiaux, etc., Paris : chez F. Buisson, 1805, 2 v. in-12, 291 & 548 p.

- Les Dangers de la prévention, roman anecdotique, 1806, 2 vol. Tomo 1 en línea

- Correspondance inédite de Mme. de Châteauroux avec le duc de Richelieu, le maréchal de Belle-Isle, MM. Duverney, de Chavigni, Madame de Flavacourt et autres, 1806, 2 vol. Tomo 1 en línea

- Moyens de conserver la santé des habitants des campagnes et de les préserver des maladies, 1806

- Mémoires, anecdotes secrètes galantes, historiques et inédites sur Mme de Lavallière, de Montespan, de Fontanges, de Maintenon et autres illustres personnages du siècle de Louis XIV, 1807, 2 v. Tomo 1 en línea

- La Cour de Catherine de Médicis, de Charles IX, de Henri III et de Henri IV, 1807, 2 v.

- Correspondance de plusieurs personnages illustres de la cour de Louis XV, depuis les années 1745 jusques et y compris 1774, faisant suite à la correspondance de Mme de Châteauroux, publiée par Mme Gacon-Dufour, 1808, 2 v.

- Dictionnaire rural raisonné, dans lequel on trouve le détail des plantes préservatives et curatives des maladies des bestiaux, Paris : L. Collin, 1808, 2 v. in-8°

- Les Voyageurs en Perse, 1809, 3 v. 311 p.

- L'Héroïne moldave, 1818, 3 vol. Tomo 1 en línea Tome o en línea

- Manuel du parfumeur, guide pour faire des parfums, lotions, sachets, vinaigres aromatiques, maquillages, poudres et dentifrices, 1825 Texto en línea Hachette Livre, 2012, 328 pp. ISBN 2012748759, ISBN 9782012748750

- Manuel du pâtissier et de la pâtissière, à l'usage de la ville et de la campagne, 1825

- Manuel des habitants de la campagne et de la bonne fermière, ou Guide pratique des travaux à faire pendant le cours de l’année, et où se trouve un grand nombre de nouveaux procédés d’économie rurale et domestique, Paris : Roret, 1826, in-12, 262 p. o in-18, IV-328 p. Texto en línea ; 2ª éd. enteremante refundada por Mme Celnart, Paris : Roret, 1828, in-18, III-244 p. y 1834, in-18, III-244 p.

- Manuel des habitants de la campagne et de la bonne fermière, ou Guide pratique des travaux à faire pendant le cours de l’année, et où se trouve un grand nombre de nouveaux procédés d’économie rurale et domestique, 1826 Texto en línea
- Manuel théorique et pratique du savonnier, ou l'Art de faire toutes sortes de savons, 1827

- Opinions de Femmes : De la veille au lendemain de la Révolution française, textes de Marie-Armande Gacon-Dufour, Olympe de Gouges, Constance de Salm, Albertine Clément-Hémery, et al, Paris : éd. Côté-femmes, 1989 ISBN 2-907883-04-6